# Hadronyche nimoola
Hadronyche nimoola is een spinnensoort uit de familie Atracidae. De soort komt voor in Australië.